# Мюллер, Иоганн Петер
Иоганн Петер Мю́ллер (нем. Johannes Peter Müller; 14 июля 1801 — 28 апреля 1858) — немецкий естествоиспытатель XIX века, биолог, анатом, физиолог.
Член Прусской академии наук (1834), Германской академии естествоиспытателей «Леопольдина» (1824), иностранный член-корреспондент Петербургской академии наук (1832), иностранный член Лондонского королевского общества (1840), член-корреспондент Парижской академии наук (1845).

## Биография
Иоганн Петер Мюллер родился в Кобленце, который в то время был столицей департамента Рейн и Мозель в составе Первой Французской республики. Сын сапожника, который сделал всё возможное, чтобы дать сыну образование. В Кобленце он учился в королевской гимназии. В то время там преподавал влиятельный политический публицист Йозеф Гёррес, позднее гимназия стала носить его имя. Уже во время учёбы в гимназии И. Мюллер делал свои собственные переводы Аристотеля. После окончания школы один год служил добровольцем в инженерных войсках.
В 1819 году поступил в Боннский университет сначала с целью изучать католическую теологию, но уже через несколько дней перешёл к изучению медицины. Будучи студентом, он получил награду за исследование о дыхании зародыша.
В 1822 году получил степень доктора за диссертацию: «Dissertatio inauguralis, physiologica sistens commentaries de phoronomia animalium», а в следующем году издал «De respiratione foetus commentatio physiologic a in academio borussicarhenana praemio ornata» (Лейпциг, 1823).
Весной 1823 года он, получив государственную поддержку, отправился в Берлин, где посещал лекции Рудольфи. Знакомство с Рудольфи имело для него большое значение и освободило его от склонности к натурфилософии того времени.
В 1824 получил степень хабилитированного доктора физиологии и сравнительной анатомии, и стал приват-доцентом медицинского факультета в Бонне, в том же году был избран членом Леопольдины.
В 1826 г. стал экстра-ординар. проф., в 1830 г. орд. проф. Несмотря на приглашение во Фрайбург, он оставался в Боннском университете до 1833 года.
В 1833 г. он занял (после Рудольфи) кафедру анатомии и физиологии и стал директором Анатомического театра анатомо-зоотомического музея при Берлинском университете, где и оставался до смерти.
В 1834 г. приступил к изданию журнала «Archiv fur Anatomie, Physiologie und wissenschaftliche Medizin».
В 1847 году был принят в Эдинбургское королевское общество в качестве почётного члена.
В 1849 был избран в Американскую академию искусств и наук. 
Иоганн Петер Мюллер умер 28 апреля 1858 года в городе Берлине. Его ученик Рудольф Вирхов произнес речь на панихиде 24 июля 1858 года в актовом зале Берлинского университета.

## Научная деятельность
Как и многие другие учёные того времени, Мюллер был биологом-энциклопедистом. Научная и профессорская деятельность Мюллера в Бонне и Берлине была чрезвычайно широка и разносторонняя: он читал лекции по анатомии человека, сравнительной анатомии, физиологии, эмбриологии, паталогии, патологической анатомии, также он занимался гистологией, палеонтологией и  ихтиологией. По всем этим отраслям он написал много ценных обширных работ и проложил новые пути для исследования.

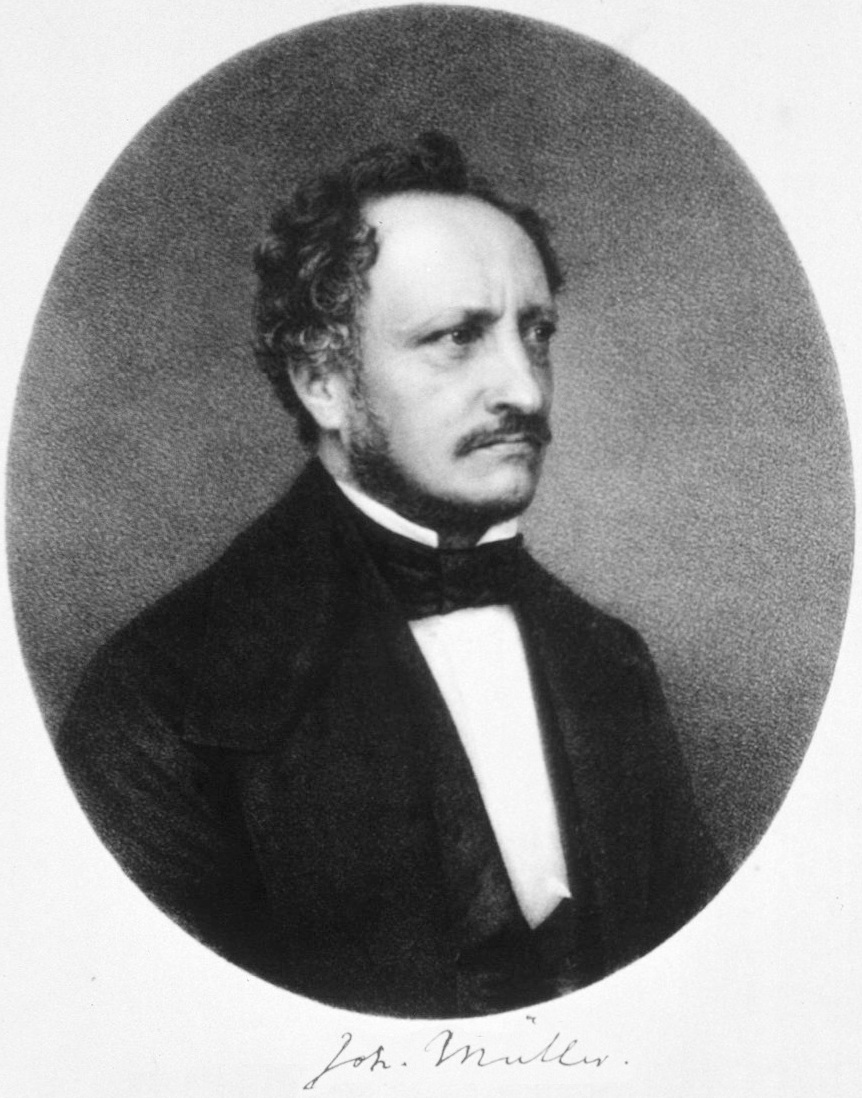
Иоганн Мюллер

Главная деятельность его относилась, однако, к области физиологии (в первую половину деятельности) и сравнительной анатомии (во вторую половину деятельности); кроме того, он сильно пополнил музей, директором которого был.
В течение своей 25-летней учёной деятельности Мюллер написал более 270 научных работ. Наибольшую известность и значение имело его "Руководство по физиологии человека" в двух томах, вышедшее в трёх частях (1833, 1834, 1840). В нём наряду с вопросами общей физиологии значительное место занимают данные по физиологии нервной системы. В этом труде получило развитие учение о рефлекторном акте и о рефлекторной природе работы спинного мозга.
В области физиологии человека ему принадлежат исследования органов чувств, первое точное изложение учения о рефлексах, исследование голосового аппарата человека и объяснение его деятельности. В 1831 году он окончательно подтвердил закон Чарльза Белла и Франсуа Мажанди, которые впервые разграничили моторные и сенсорные нервы. Используя лягушек и собак, Мюллер перерезал задние корешки нервов конечности там, где они входят в спинной мозг. Конечность была нечувствительна, но не парализована. Однако, когда Мюллер перерезал передний корень, он обнаружил, что конечность парализована, но не потеряла чувствительности.
В патологической анатомии главная заслуга Мюллера та, что он был основателем современного учения об опухолях. Его работа "О структурных деталях злокачественных опухолей" 1838 года - это первое использование микроскопических исследований в патологической анатомии. В этой работе он впервые обосновал, что все опухоли – это скопления изменённых клеток, которые отличаются от клеток в нормальных тканях. И связал возникновение рака с образованием этих патологических клеток в поражённых органах. Также он описал, что рост опухолевых клеток является разрушительным, деструктивным.
В области описательной анатомии человека Мюллер открыл и исследовал arteriae helicinae, исследовал эректильные органы, мускулатуру промежности, некоторые нервные узлы.
Мюллер произвёл ряд важных исследований по микроскопической анатомии: изучал микроскопическое строение спинной струны (хорды), хряща, соединительной ткани, костей, желёз, почек. Работа лаборатории Мюллера в Берлине сделала значительный вклад в формирование Клеточной теории.
В эмбриологии он, кроме работы над внутриутробным дыханием зародыша, сделал некоторые ценные открытия: мюллеров проток назван в его честь, он описал его в своей работе 1830 года «Развитие половых органов»; микропиле; точно описал человеческие зародыши раннего периода развития. Мюллер также ввёл в обиход научный термин гороптер
Сравнительно-анатомические исследования Мюллера убедили его в том, что «сравнительный метод — главное орудие биологии». Этот метод был применен им для изучения ряда проблем физиологии, и потому Мюллера вместе с Р. Оуэном считают основателем современной сравнительной анатомии.
В области физиологии и физиологической химии ему принадлежит открытие и исследование лимфатических сердец, лимфы земноводных и пресмыкающихся, исследования над кровью, открытие хондрина.
Он произвёл ряд ценных исследований по эмбриологии беспозвоночных и по систематике и анатомии различных групп животного царства (сравнительная анатомия миксин, исследования над Amphioxus, глазами и симпатической нервной системой беспозвоночных, жабр у головастиков; исследования эмбриологии и постэмбрионального метаморфоза иглокожих, исследования по систематике рыб, земноводных, птиц, иглокожих, радиолярий).
Кроме того он занимался и палеонтологией (исследования Zeuglodon, ископаемых рыб и иглокожих).
И. Мюллер также вошёл в историю как основатель научной школы, к которой принадлежали создатели клеточного учения М. Шлеиден и Т. Шванн, основоположник электрофизиологии Э. Дюбуа-Реймон, физик и физиолог Г. Гельмгольц, создатель теории целлюлярной патологии и основоположник современной патологической анатомии Рудольф Вирхов, гистофизиологи Я. Генле и Р. Ремак, выдающийся биолог-эволюционист и популяризатор естественнонаучного материализма Э. Геккель, физиологи Э. Брюкке, Ф. Биддер и др.
В 1872 году Юлий-Виктор Карус выпустил книгу под заголовком "История зоологии вплоть до Иоганна Мюллера и Чарльза Дарвина"
Перечень работ М. см. Е. du Bois-Reymond, «Gedachtnissrede auf Johannes Müller» («Abhandl. d. K. Akademie d. Wissenschaften zu Berlin», 1860); см. также. R. Virchow; «Johannes Müller» (Берлин, 1858) и статью Waldeyer в Gurti «Biographisches Lexikon d. hervorragen den Aerzte» (т. IV).

### Доктрина специфической энергии органов чувств
В книге «К сравнительной физиологии чувства зрения» (1826) И. Мюллер сформулировал так называемый «закон специфической энергии органов чувств». Согласно этому закону, самые разнообразные раздражения вызывают всегда только то ощущение, которое свойственно раздражаемому органу, и наоборот, одно и то же раздражение, будучи приложенным к разным органам чувств, вызывает совершенно различные ощущения, сообразно со свойствами органа чувств, на который оно действует. На этом основании Мюллер утверждал, что характер реакции в сущности зависит не от раздражителя, а от нервного аппарата, воспринимающего внешние раздражения. Отсюда Мюллер сделал вывод, что мы не в праве считать наши ощущения образами внешнего мира. «Свет, темнота, цвет, тон, теплота, холод, различные запахи и вкусы,— писал Мюллер,— словом, все, что дают иам пять чувств в виде общих впечатлений, это не истины внешних вещей, а качества наших чувств... Сущности внешних вещей и того, что мы называем внешним миром, мы не знаем; мы знаем только сущности наших чувств»